# Вест-Гемстед-Темзлінк (станція)
51°32′54″ пн. ш. 0°11′35″ зх. д. / 51.5484° пн. ш. 0.193° зх. д.

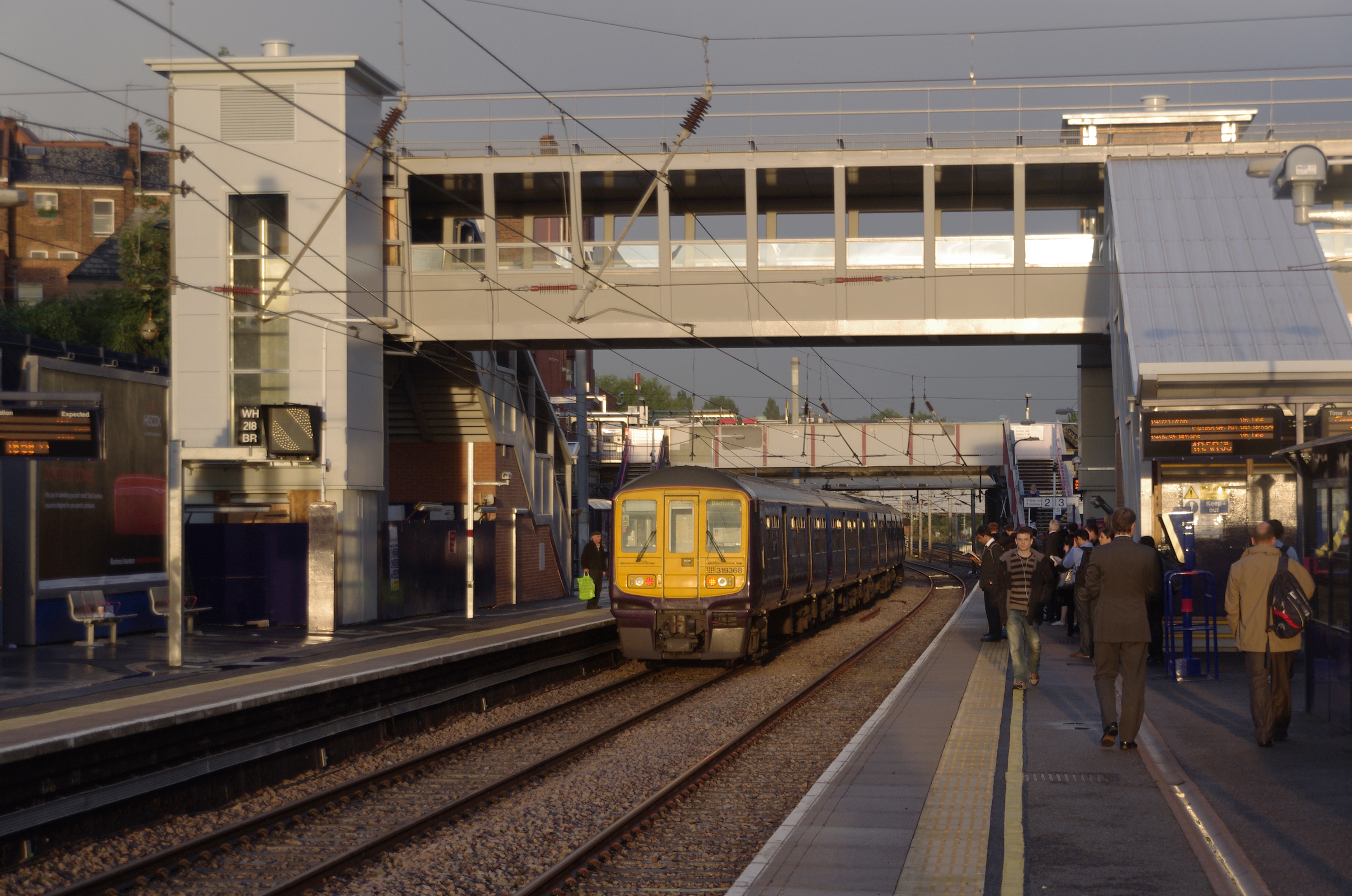
Платформи станції Вест-Гемстед-Темзлінк

Вест-Гемстед-Темзлінк (англ. West Hampstead Thameslink) — станція Midland Main Line National Rail, франшизи Thameslink між Кентіш-таун та Криклвуд. Станція розташована у 2-й тарифній зоні. Пасажирообіг на 2017 рік — 3.847 млн осіб.

## Історія
- 1 березня 1871: відкриття станції як Вест-Енд-фор-Кілберн-енд-Гемстед.[4]
- 1 липня 1903: станцію перейменовано на Вест-Енд.
- 1 квітня 1904: станцію перейменовано на Вест-Енд-енд-Брондзбері.
- 1 вересня 1905: станцію перейменовано на Вест-Гемстед
- 25 вересня 1950: станцію перейменовано на Вест-Гемстед-Мідленд
- 16 травня 1988: станцію перейменовано на Вест-Гемстед-Темзлінк

## Пересадки
- на станцію Вест-Гемстед
- на метростанцію Вест-Гемстед
- на автобуси оператора London Buses маршрутів: 139, 328, C11